# Atac de míssils a Shayrat (2017)
Al matí del 7 d'abril de 2017, els Estats Units van llançar 59 míssils Tomahawk a Síria des del Mar mediterrani, va apuntar a la base aèria de Shayrat controlada pel govern sirià. L'atac va ser executat sota responsabilitat del President dels EUA Donald Trump, com a resposta directa a l'atac químic de Khan Shaykhun del passat 4 d'abril.